# 다닐루 바르보자 다 시우바
다닐루 바르보자 다 시우바(포르투갈어: Danilo Barbosa da Silva, 1996년 2월 28일 ~ )는 브라질의 축구 선수로 포지션은 수비형 미드필더이다.